# EV Возничего
EV Возничего (лат. EV Aurigae) — одиночная переменная звезда в созвездии Возничего на расстоянии (вычисленном из значения параллакса) приблизительно 4163 световых лет (около 1276 парсеков) от Солнца. Видимая звёздная величина звезды — от +12,39m до +11,97m.

## Характеристики
EV Возничего — красная пульсирующая полуправильная переменная звезда (SR) спектрального класса M. Эффективная температура — около 3295 К.